# NGC 6021
NGC 6021 est une galaxie elliptique située dans la constellation du Serpent. Sa vitesse par rapport au fond diffus cosmologique est de 4 841 ± 7 km/s, ce qui correspond à une distance de Hubble de 71,4 ± 5,0 Mpc (∼233 millions d'al). NGC 6021 a été découverte par l'astronome germano-britannique William Herschel en 1784.
Selon la base de données Simbad, NGC 6021 est une galaxie LINER, c'est-à-dire une galaxie dont le noyau présente un spectre d'émission caractérisé par de larges raies d'atomes faiblement ionisés.
À ce jour, trois mesures non basées sur le décalage vers le rouge (redshift) donnent une distance de 74,000 ± 16,037 Mpc (∼241 millions d'al), ce qui est à l'intérieur des valeurs de la distance de Hubble.
NGC 6021 est un membre du superamas d'Hercule.
Selon une étude publiée en 2008 par Focardi, Zitelli et Marinoni, les galaxies NGC 6018 et NGC 6021 forment une paire de galaxies (E+SB0/a).